# آلبرت اندرسون
آلبرت اندرسون (انگلیسی: Albert R. Anderson؛ ۸ نوامبر ۱۸۳۷ – ۱۷ نوامبر ۱۸۹۸) سیاست‌مدار اهل ایالات متحده آمریکا بود.